# Журмухамедов, Мукатай Журмухамедович
Мукатай Журмухамедович Журмухамедов (каз. Мұқатай Жұрмұхамедұлы Жұрмұхамедов; 1917, а. № 14, Тургайская область, Российская империя — 17 декабря 1973) — советский казахский государственный, партийный и общественный деятель. Председатель Джамбульского облисполкома (1962—1964). Первый секретарь Джамбульского обкома КП Казахстана (1971—1972). Депутат Верховного Совета Казахской ССР VI и VIII созывов.

## Биография
Родился в 1917 в ауле № 14 Тургайской области Российской империи (ныне в составе Амангельдинского района Костанайской области Казахстана). По национальности казах.

### Образование
В 1941 году окончил Среднеазиатский государственный университет, в 1956 году — Алма-Атинскую Высшую партийную школу, Высшую партийную школу при ЦК КПСС (в 1963 году заочно).

### Трудовая деятельность
Участник Великой Отечественной войны. На фронте с 1941 по 1945 годы. Награждён правительственными наградами.
После окончания войны — на комсомольской и партийной работе. В 1946—1950 годах работал инструктором ЦК ЛКСМ Казахстана, секретарём Южно-Казахстанского обкома комсомола.
В 1950 году назначен вторым секретарём райкома, председателем Иличевского райисполкома.
В 1953—1956 годах — слушатель Алма-Атинской Высшей партийной школы.
После её окончания стал председателем Пахтааральского районного исполкома, затем первым секретарём Кировского райкома Южно-Казахстанской области, секретарём Чимкенского обкома КП Казахстана (1956—1962).
С 1962—1964 год работал председателем Джамбульского областного исполкома.
В 1964—1971 годах — первый заместитель председателя Джамбульского областного исполкома.
Позже с 1971 по 1972 год — Первый секретарь Джамбульского обкома КП Казахстана.
С 1972 года — на пенсии по болезни.

## Награды
- Орден Отечественной войны I степени
- Орден Отечественной войны II степени.
- Орден Трудового Красного Знамени
- Орден «Знак Почёта»